# 贝伦塔
贝伦塔（英语：Belém Tower，葡萄牙语：Torre de Belém）是一座五层防御工事，位于葡萄牙里斯本的贝伦区。它建于曼努埃尔一世时期的1514年到1520年间，用来紀念達伽馬成功航海世界一周，同时为贝伦区的港口及附近的哲罗姆派修道院提供防御。

## 历史

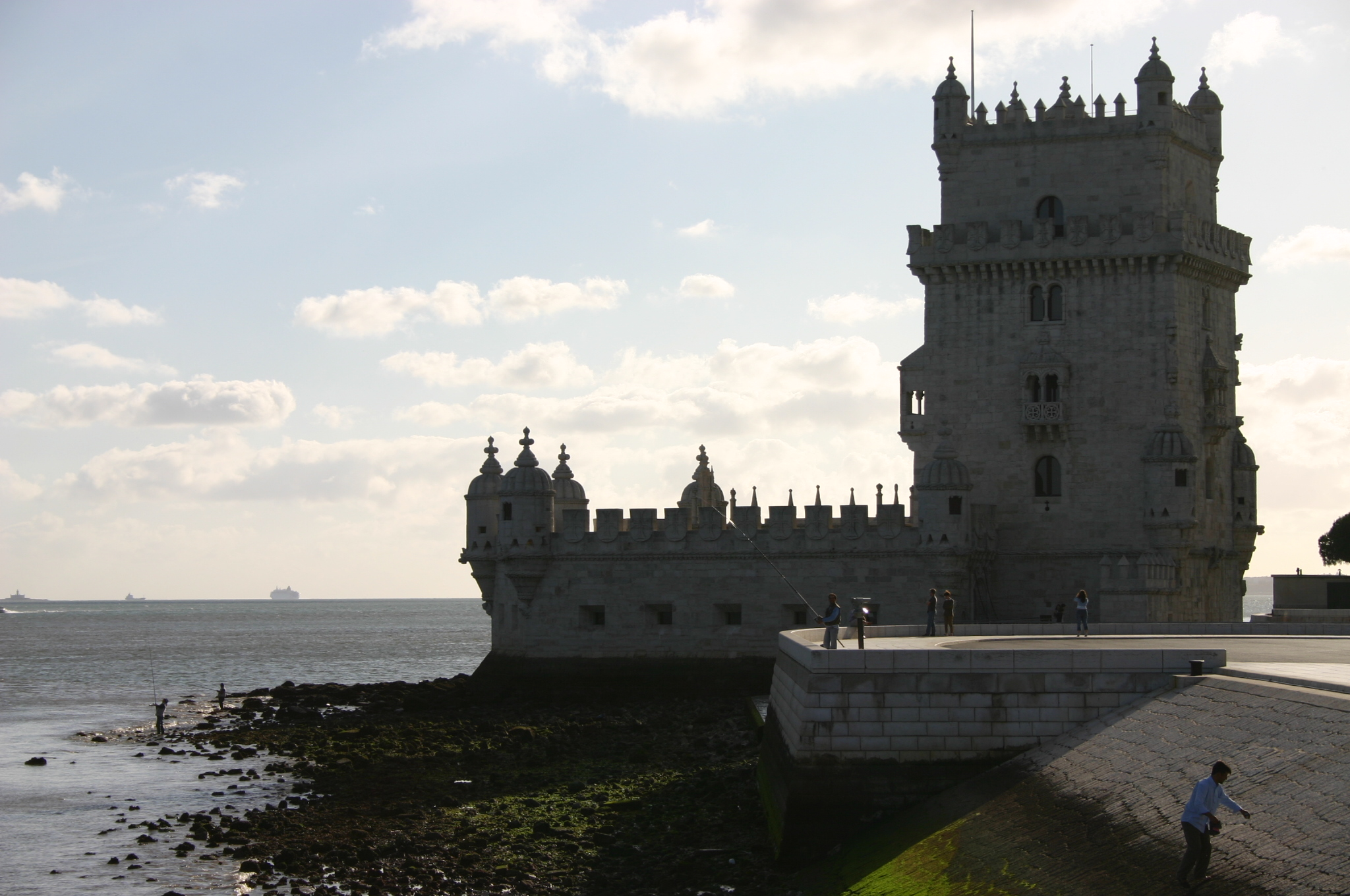
黄昏时的贝塔

随着地理大发现时代的到来，葡萄牙里斯本成为重要的海港，因此有必要建造一些防御工事来防卫里斯本和它的港口。葡萄牙国王若昂二世最早提出一个防御计划。贝伦塔就是这个计划的一部分。贝塔的建造也为了纪念里斯本的主保圣徒，圣文森特(St. Vincent)。
法蘭西斯科·德·阿鲁达(Francisco de Arruda)被任命为贝伦防御工事总建筑师。他以前在北非建造过许多防御工事，颇有名气。贝塔的建造始于1514年，由皇家工程大臣迪奥戈·德·波伊塔卡(Diogo de Boitaca)主管，当时他也负责附近的哲罗姆派修道院的建造。贝伦塔在1520年完工，一年以后加斯帕·德·派瓦(Gaspar de Paiva)被任命该塔的第一任长官。
在贝伦塔的建筑风格上很容易看出弗朗西斯科·德·阿鲁达的作用，他大量使用了摩尔人和阿拉伯人的艺术元素，比如说岗亭顶端的胡椒粉盒形状的炮台。
为了显示出国王的声威，塔上装饰了许多曼努埃尔式的象征物，比如说厚的石绳环绕塔身，点缀石结、浑天仪或是耶稣十字和一些其他的动植物元素。其中一座石雕犀牛相当引人注目，它在岗亭的底座上，显示了葡萄牙航海家探索海外的功绩。
随着时间流逝，贝伦塔失去了它建造时的主要用途，防守塔霍河边上的港口。在后来的几个世纪中，它被用作海关，电报站，甚至是灯塔。利用贮藏室被改造成的地牢，它也曾被用作为监狱。
今天，就像耸立在美国纽约入港处的自由女神像一样，耸立在里斯本港口的它成为了葡萄牙的象征。在1983年，贝伦塔和附近的哲罗姆派修道院一起被列入世界遗产名录。

## 建筑
贝伦塔被分为两部分：塔身，内部有四个有拱顶的房间；壁垒，有着许多炮台。

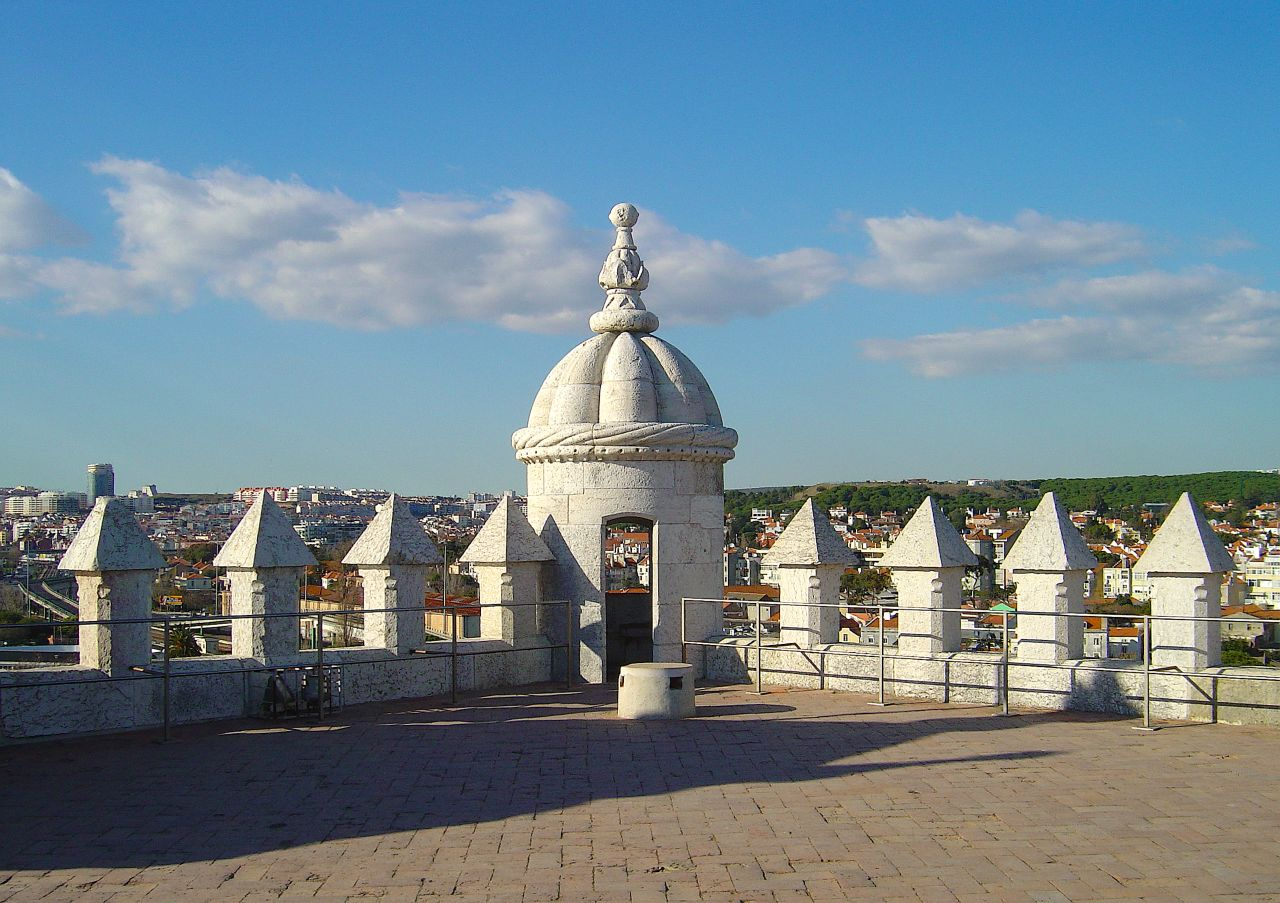
岗亭

### 壁垒
走过吊桥，穿过大门，就可以看到壁垒的内部。墙上共有16个炮位可以安装大炮以御敌。地板中间高，边缘低，这样有助于保护大炮，也可以快速的排乾积水。在屋顶的中央有个哥特式的矩形天窗，用作壁垒的通风口，以便大炮开火的硝烟能快速散去。在壁垒的地板下面有一些储藏室，最大的一间可以从北面的楼梯到达。这些储藏室一开始被用来放补给品，后来变成地牢。在入口的右边有一座陡峭的楼梯通向壁垒顶部的平台。在多边形的平台的角上有6座岗亭，每座都有一扇瞭望窗和胡椒盒形状的屋顶。在平台的中央有一圈栏杆，围着下面的天井。在1580年开始的增建工程试图使贝伦塔有更多的空间容纳更多人，但这些增加的部分不久就被毁坏，贝伦塔回到了原先的样子。在栏杆的南面有一座胜利圣母像（Nossa Senhora do Bom Sucesso），也被称之为葡萄处女（Virgem das Uvas）。

### 塔身

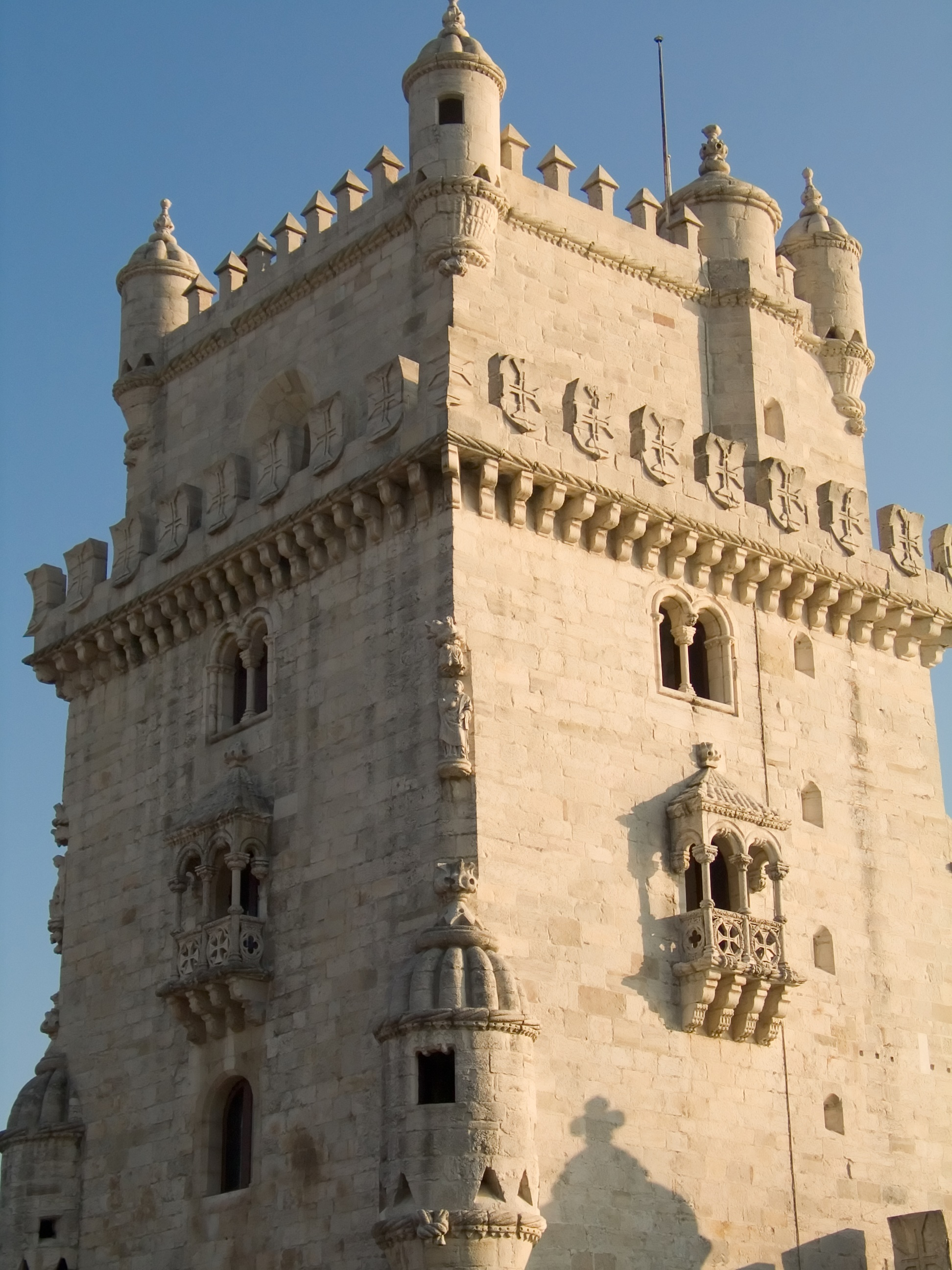
塔身

塔的正面朝南，入口在壁垒平台上。塔的朝南面上有着极好的石雕。在第二层的阳台上有用花边装饰的楣和栏杆，在上面有一个巨大的曼努埃尔一世国王之盾(Royal Shield of King Manuel I)。这个用皇家符号和曼努埃尔式的元素装饰的正面，被16世纪的旅行者和水手称赞。沿右侧的楼梯走上去，就进入塔中的第一个房间，被称之为长官的房间。那里有个八角形开口的水箱，用来贮藏雨水。房间的顶是用石灰涂抹的。在东北角和西北角又通向岗亭的入口。左侧有一段螺旋梯，通向上层其他的房间。房间的名字可能来源于这是原来长官办公的地方。1521年，加斯帕·德·派瓦在这里办公，行使管理和审判的权利。沿螺旋梯向上可以到达第二个房间，被称之为国王的房间。这间房间通向南面的阳台，那里地板上有8个圆孔，可以让防守者往下扔石头和沸油。上面的第三间房间被称之为观众的房间。这有两扇大窗，它们之间有个壁炉。最上的一个房间被称之为小礼拜堂，有着扇形的拱状天花板，装饰着曼努埃尔式的象征物，这间房间总体来说相当朴素。